# Индекс на потребителските цени
Индексът на потребителските цени (CPI – consumer price index) е общ показател за измерване темповете на изменение на цените на потребителските стоки и услуги (инфлацията), включени в потребителската кошница на средното домакинство. Той се дефинира като индекс на „чистата ценова промяна“. ИПЦ се пресмята ежемесечно от съответната институция. В България това е Националният статистически институт, който преценява какви са разходите, за да се напълни типичната пазарна кошница на домакинството със среден доход и сравнява получения резултат с даден предишен период.
Индексът на потребителските цени намира приложение в три основни направления:
- макроикономически показател – за официален измерител на инфлацията в дадена държава;
- дефлатор на стойността на показатели, които нямат свой собствен ценови измерител;
- средство за индексиране на заплати, пенсии и други доходи от страна на правителството при необходимост.[1]

## Измерване на инфлацията
Ако CPI в текущата година е равен на 220, а през годината, избрана за база, е била 100, то цените на потребителските стоки и услуги са нараснали със 120% ((220-100)/100 × 100 = 120).
Индексът на потребителските цени се използва за измерване на инфлацията, но не е лишен от недостатъци. CPI не улавя промените в качеството на стоките и услугите.